# Francisco Laína García
Francisco Laína García   (La Carrera, 18 de gener de 1936 - Àvila, 7 de gener de 2022) fou un polític espanyol que ocupava el càrrec de director de la Seguretat de l'Estat, amb rang de Secretari d'Estat, durant el cop d'estat del 23 de febrer de 1981. Durant 14 hores va ser cap de la Comissió Permanent de secretaris d'Estat i de sotssecretaris, un govern de facto que va assumir les funcions de l'executiu segrestat en les Corts.

## Biografia
Llicenciat en Dret, Laína havia ingressat per oposició al Cos General Tècnic de l'Administració Civil de l'Estat en 1965. En 1974 va ser nomenat governador civil i delegat provincial del Movimiento a Lleó. Va ocupar aquest lloc fins que, en 1976, va ser designat governador civil de Las Palmas. Sota el seu mandat es va produir la pràctica desarticulació del MPAIAC a Las Palmas. No obstant això, va ser rellevat pels seus desacords amb l'alcalde de Las Palmas, Fernando Ortiz Wiot, a causa de la seva autorització per a la construcció de dependències estatals en un terreny que l'ajuntament havia declarat com a zona verda. A continuació, va ser nomenat governador civil de Saragossa al juliol de 1977, fins que va ser nomenat director de la Seguretat de l'Estat el 13 de juny de 1980 pel nou ministre d'Interior, Juan José Rosón, càrrec que va ocupar fins a l'arribada al poder el PSOE en 1982. Com a director de la Seguretat de l'Estat, era vicepresident del comandament únic de la lluita antiterrorista. Quan es va produir el cop d'estat del 23 de febrer de 1981, durant 14 hores va ser cap de la Comissió Permanent de secretaris d'Estat i de sotssecretaris, un govern provisional que va assumir les funcions de l'executiu segrestat en les Corts, format per indicació de José Buenaventura Terceiro Lomba, secretari general del ministre adjunt al president, amb la finalitat d'evitar el buit de poder que hagués facilitat el cop. Com tal va llegir la declaració la nit del 23-F de 1981 tranquil·litzant a la població sobre el control militar de la situació.
Encara que en les acaballes dels governs de la UCD va haver-hi rumors que apuntaven a la seva incorporació al Centre Democràtic i Social (CDS) d'Adolfo Suárez, Laína els va desmentir i es va retirar de la política després de les eleccions de 1982 i el traspàs de poders al govern del PSOE. Com a reconeixement a la seva rellevant actuació en defensa de l'ordre constitucional durant el 23-F, Francisco Laína va rebre la Medalla de l'Orde del Mèrit Constitucional el 18 de febrer de 2011.